# Звонимир Трајковић
Звонимир Трајковић (Приштина, 20. септембар 1948 — 14. октобар 2021) био је српски политички аналитичар.

## Биографија

### Детињство и младост
Звонимир Трајковић је рођен 1948. године у Приштини, као дете Драгољуба и Катарине Трајковић.

### Образовање
Основну школу је завршио у родном граду Приштини, а касније средњу електротехничку школу и Електротехничку факултет, такође у Приштини. Завршио је и школу програмирања и неколико десетина специјализација из области компјутера.

### Каријера
Звонимир Трајковић је радио 14 година у заступништву IBM-а за Југославију. Био је један од вођа покрета Срба са Косова и Метохије. Био је саветник председника Србије Слободана Милошевића у периоду од 1990. до 29. новембра 1993. године. Од 1994. до 1997. године је радио као саветник првог председника Републике Српске Радована Караџића. Данас се бави приватним пословима.

### Лични живот
Звонимир Трајковић је био ожењен и имао је двоје деце. Говорио је енглески језик.